# Hypnum circinale
Hypnum circinale är en bladmossart som beskrevs av W. J. Hooker 1819. Hypnum circinale ingår i släktet flätmossor, och familjen Hypnaceae. Inga underarter finns listade i Catalogue of Life.